# Miraca
Miraca es un pueblo venezolano que se encuentra en el municipio Falcón de la península de Paraguaná. Es un pueblo muy pintoresco en el cual muchas de las familias se dedican a la elaboración de piezas de barro cocido. 
A la llegada de los españoles era una comunidad de indios Caquetíos. Las familias asentadas aquí eran diestras en el trabajo del barro cocido. En esta población se conserva intacto el ancestro Caquetío. La técnica con la que se elaboran sus famosas vasijas es la misma de hace siglos.
En los alrededores del pueblo se encuentra el Parque Miraca, construido en 1978, es un área recreativa de 2,7 ha totalmente desarrolladas para la conservación de una flora conformada por plantas cactáceas, leguminosas y sábila (agave).
También se celebran fiestas patronales y exposiciones de Venta de Cerámica en el Parque Miraca. 

## Toponimia
Sus orígenes se remontan al año 1556, según algunos historiadores. Su nombre se crea al llegar algunos españoles al pueblo de Adícora con rumbo a la Vela de Coro, al pasar por acá uno de los españoles le dice a otro mira acá, y de esta manera un indígena que habitaba en esta población y cuya identificación se desconoce le coloca el nombre de MIRACA; que según la lengua de la nación guaraní significa ATARRAYA.

## Historia
El lugar tiene nombradía desde los días de Nicolás Federman, en marzo de 1530, cuando desembarco en Chaure y en su viaje hacia Coro se detuvo a calmar su sed en una fuente cercana a un poblado indígena que encontró en su ruta. Lo que quiere decir que este poblado indígena era numeroso en los primeros años de la conquista.
El cronista Juan de Castellanos en 1540, en su obra “Elegías de Varones Ilustres de Indias”, nombra a Miraca con el epitelo de “Pueblo de Grandísimo Momento”. Asimismo, el historiador Pedro Manuel Arcaya, en su “Historia del Estado Falcón”, dice que en 1556, en tiempos de Gobernador Arias de Villasinda, se nombraban en Paraguaná los pueblos de Miraca, Santa Ana y Cayeruba.
Para el año de 1800 Miraca fue Adscrita a la parroquia Baraived, para entonces municipio, y fue dividida en sectores llamados: Santa Inés (donde duermen los Zamuros), Siribauco, El Caminito, Miraca Arriba, Miraca Abajo, La Montaña y Manaure. Actualmente todos estos nombres han desaparecido.
En el año de 1881, tenía 79 casas y 450 habitantes, poblacionalmente era más importante que la parroquia de Baraived, cabecera del municipio.
Desde su descubrimiento hasta la fecha Miraca está conformada por un grupo de Familias de un mismo sentir y lenguaje y con una historia común de la acsequia o el pozón, que es la historia de los antepasados y de los ancianos de hoy que lo han transmitido al resto de las generaciones.

### Tradición alfarera
“MIRACA”, lugar donde parecen borrarse los caminos tan alejada de toda retórica sobre “políticas artesanales”, ha venido a comprender el sencillo testimonio de Janett Rendón, locera y nieta de mamachica, quien luego de muchas interrogantes sobre la forma de apoyar estos oficios dio la respuesta precisa “sin organización comunitaria, es posible sostener la producción artesana”.
Con la ayuda de tres (3) mujeres unidas en el deseo único de contribuir a mejorar la calidad de vida esta comunidad Ligia Colmenares, Juana Medina y Yaritza Betancourt, han conformado una organización no gubernamental llamada Proesa 21, destinada a generar procesos autogestionarios. De tal forma Miraca ha comenzado a sumar esfuerzos múltiples de individuos y familias cuyos lazos consanguíneos o de convivencia están haciendo posible que florezca de nuevo la sabiduría colectiva.

las decisiones técnicas tomadas por un artesano o artesana  nunca son aleatorias , siempre son argumentables desde algún punto de vista, como es el técnico, cultural, ideológico y económico. La selección y el rechazo de todas y cada una de las opciones técnicas es lo que define la tradición artesanal  propia de cada grupo social.

De la desaparecida aldea indígena de Miraca, recientemente se ha fijado su ubicación en los aledaños de la actual población de Miraca, se considera que fue un área algo extensa donde se ven diseminados tiestos de barro, fragmentos de cerámica Europea y autóctona en cantidad, ha dado a esta comunidad las herramientas necesarias para la consolidación de una asociación de artesanos de Miraca.

## Geopolítica
La población de Miraca, ubicada en la zona sudoriental de la península de Paraguaná, específicamente en la parroquia Baraived, municipio Falcón se encuentra dividida en 7 sectores:
- El Metro.

- El Parque.

- Monseñor Iturriza.

- Sur.

- Oeste.

- Estadio.

- Centro.

Sus límites son al noreste del cerro Santa Ana, en un punto intermedio en la vía que enlaza a Baraived con Maquigua. Limitando por el norte con la población de Baraived, al sur con la quebrada del Sisibaúco y Maquigua, al este con la población de Miraca y al oeste con el balneario la Bocaina de Adícora.

## Agroecología

### Clima
La comunidad de Miraca, al igual que toda la península de Paraguaná, está enmarcada en el medio bioclimático semiárido y se caracteriza por las siguientes variables:

### Precipitación
El régimen de precipitaciones anuales promedio es de 3006 mm, distribuidos en un periodo lluvioso que comprende de septiembre a diciembre, con lluvias extemporáneas de gran intensidad y corta duración; siendo el mes noviembre el más lluvioso, los demás meses se consideran secos.

### Temperatura
La temperatura media anual es de 27,8 °C con fluctuaciones entre 24 y 29,2 °C .

### Viento
Es casi constante en dirección noreste, con velocidad media de 15 a 20 nudos (7 m/s) .

### Evaporación
La evaporación media anual es de 2542,40 mm.

### Humedad relativa
Está en el orden del 75 %.

### Relieve
El medio geomorfológico de Miraca predominan las colinas y bajo de ablación (topografía suave ligeramente inclinada) sus alturas no alcanzan los 150 m s. n. m. Y como consecuencia de la tectónica pleistocénica, la porción oriental de la península que representa esta localidad, se encuentran ligeramente más alta que la occidental. Son colinas ubicadas al este del Cerro Santa Ana, forman relieves bajos escarpados con pendiente superior al 30%.

## Geología
Los suelos son de predominio de arcilla calcárea de la formación Cantaure. En Paraguaná las lutitas constituyen alrededor el 60% de la formación cantaure. Las lutitas y las rocas arcillosas, juegan un papel geomorfológico muy importante por alto contenido de arcilla son casi impermeable, facilitando el escurrimiento superficial de las aguas de lluvia, son generalmente friables y finamente fracturadas por clivajes oblicuos. Presentan una alta susceptibilidad a la erosión. Forman relieves bajos, desérticos y casi siempre dispuesto en forma de Badlands. Por alteración de un material muy pesado y constituyen la fuente principal de la carga sólida de los ríos. Además por el alto contenido en yeso contribuyen a la salinización de los suelos.

## Flora
La vegetación está adaptada a una deficiencia permanente de agua. Se trata de un monte espinoso tropical, compuesto por arbustos espinosos y cardonales. La vegetación autóctona de Paraguaná ha mermado considerablemente, estando en especie de extinción el Guayacán, la sibucara, la bosuga y hasta los chiguarales, tan resistente a la salinidad. 
Entre los árboles más comunes mencionamos:
- Bosuga: pequeño árbol tintóreo, la sustancia amarilla presenta en su savia la denominan “berberidina” y bosuga busuá.

- Caimito: árbol de fruto comestible; la piel de la fruta es de un negro lustroso; su pulpa amarilla es de sabor agradable.

- Caujaro: árbol de madera liviana; fruto comestible gelatinoso, cordia.

- Cayude: árbol anonáceo, guanábano silvestre.

- Cují: árbol espinoso, leguminosos, madera de construcción. Acacia.

- Chiguare: arbusto ramosos, fruto comestible, melastomacea. Licium T.

- Dividive: árbol leguminoso, inerme, su baya es tanate.

- Florblanca: árbol asperifoliaceo, madera liviana, flores olorosas.

- Guayacán: árbol perennifolio, madera durísima, baya amarga oleosa.

- Juva: árbol espinoso, flores amarilla, acacia fétida, mapurite.

- Ramón: árbol frondoso con grandes ramificaciones.

- Semeruco: pequeño árbol frutal.

- Sibucara: árbol corpulento, tallo cilíndrico, de la corteza se extrae fibra para cordelería y por incisión se obtiene una goma rojiza aglutinante que se mezcla con pintura.

- Taparo: árbol alto, recto, ramos ralos y frutos voluminosos, la tapara.

- Yabo: árbol resinoso.

- Yacure: árbol leguminoso.

## Fauna
Cuenta con una gran variedad de especies animales, mencionando entre ellos: 
AVES
- Cardenal: pájaro de vistoso plumaje, rojo el macho, y la hembra de un marrón achocolatado.

- Chenga: paloma pequeña, la perdiz común.

- Chuchube: pájaro canoro, plumaje gris claro, la paraulata.

- Chupaflor: colibrí, mamaflor, pájaro diminuto.

- Guacoa: paloma de tamaño mayor que la torcaz.

- Judío: pájaro de plumaje negro intenso.

- Surusuro: tordo de plumaje oscuro.

- Tijereta: ave zancuda, muy ruidosa.

- Otros: cardenal, tortolita, torcaza, pájaro carpintero, y zamuro.

Ganado caprino: representado por chivos, ovejos y cabras.
Ofidios: cascabel, coral y saruro.
Otros animales como iguana, conejo, aguacero, guamito, murciélago, ganado porcino y bovino.

## Manantiales
Las leyendas que se han transmitidos de generación en generación por nuestros antepasados, el manantial que dio origen al ojo de agua de Miraca, fue descubierto por la intriga de un indio que tenía su choza en las cercanías de Miraca y como era una época de sequía noto que un día la marrana que tenía se le había desaparecido y al volver la vio toda llena de lodo, lo sorprendió y resolvió seguir el rastro de dicho animal, encontrándose con un pequeño manantial, el cual limpió y drenó un poco sus aguas estancadas convirtiéndose desde ese momento en un ojo de agua muy abundante.
Las características del ojo de agua de Miraca y sus dimensiones son las mismas que han tenido siempre con excepción de que sus paredes eran en un tiempo de ramas y palos, habiendo sido cercada con paredes de piedra por Don Eusebio Coello, en las primeras décadas del siglo XX por autorización de los habitantes de Miraca y después algunas remodelaciones hasta hoy en día que gracias al ejecutivo regional se ha convertido en un hermoso parque, el PARQUE DE MIRACA, que es el pulmón vegetal de este pueblo, que hoy día está completamente remodelado.
El otro manantial natural es la QUEBRADA MAICARA, fuente de agua natural utilizada por los pobladores para recreación y bebedero de animales. Nace en las mesetas al norte de Buena Vista. Al comienzo corre de norte a sur y después de los 7 km sigue hacia el este y desemboca a salina seca, donde por desnivel hacia el sur vierte sus aguas en el Golfete de Coro. Tiene un largo de 11 km y su hoya reducida entre callejones y cerros, alcanza los 40 km² .

## Aspectos socioeconómicos

### Aspecto social

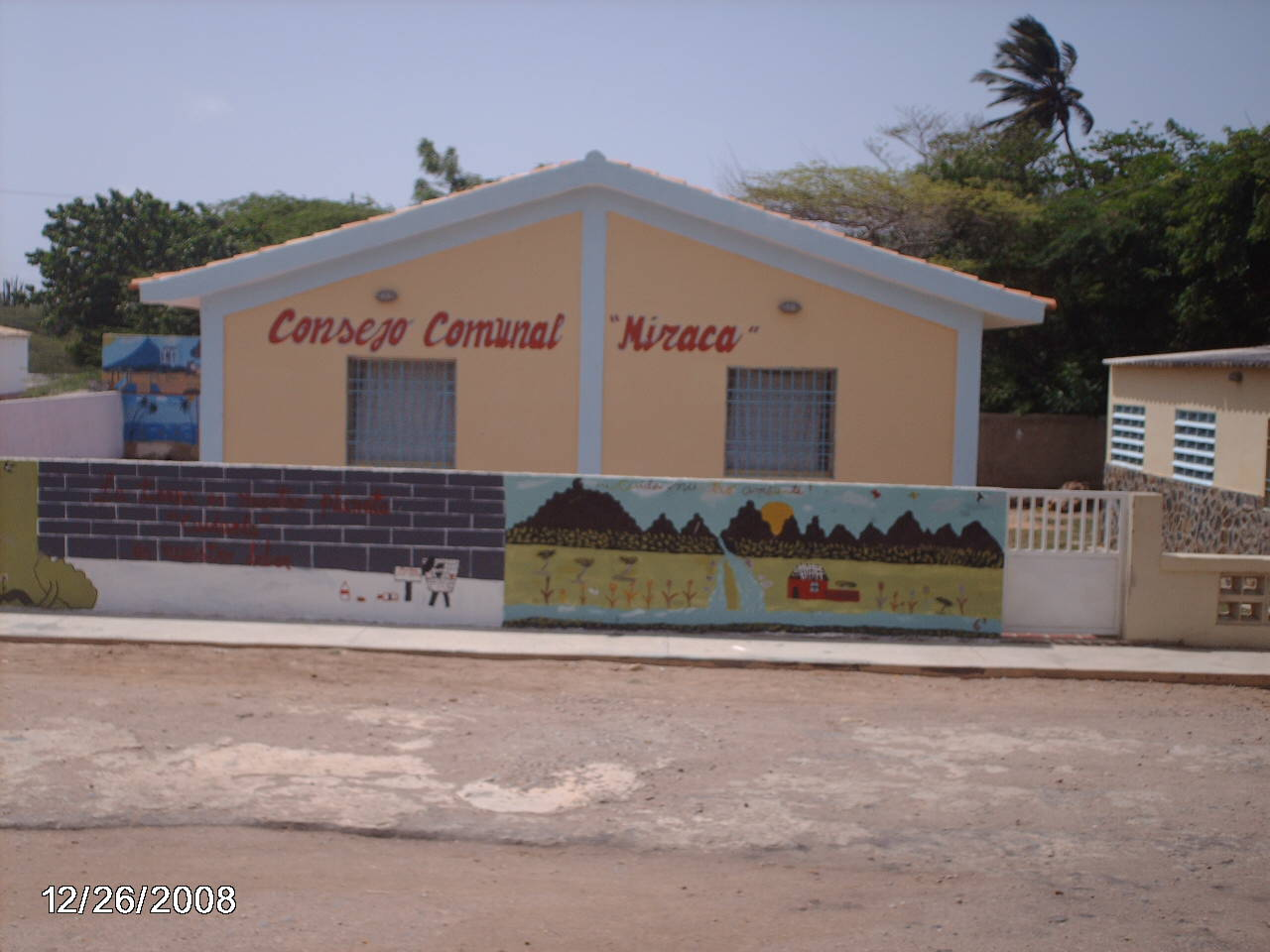
Consejo comunal de Miraca.

Desde el punto de vista social la comunidad de Miraca cuenta con más de 8 organizaciones entre las que mencionamos:
- Asociación de vecinos: la cual no está legalizada, y se encuentra conformada de la siguiente manera: presidente, vicepresidente, secretaria de organizaciones, secretaria de finanzas, secretaria de actas, coordinador de deportes, coordinador de servicios públicos, coordinador de vigilancia, coordinador de religión, coordinador de salud, coordinador de educación y vocal. Esta asociación fue fundada en el año de 1992, y actualmente permanece vigente sin modificaciones.

- Asociación de Artesanos de Miraca: fundada en el año 1994, cuyo actual presidente es William Rendón, reuniendo en ella a los 36 talleres existentes en la comunidad, lo que representa el 90% de los artesanos.

- Comité de fiestas patronales: siendo su actual presidenta la Sra. Morela de Yánez.

- Organizaciones deportivas: mencionamos entre ella a los equipos. Los Compadres, Cumagotos de Miraca, los Caquenat; que practican el béisbol, baloncesto y softball.

- Asociación civil de Padres y Representantes: siendo su actual presidenta la Sra. Adriana Martínez.

- Comité Pro-rescate del Parque Recreacional Miraca: su presidenta actual es la Srta. Janett Rendón.

- Comité Pro-rescate del Estadio Virgilio Martínez.

- Organización Sectorial: cada uno de los siete sectores de Miraca, tiene su personal encargado de llevar información y propuestas a los vecinos, a las respectivas reuniones con los directivos de la comunidad.

## Aspecto económico
En las épocas remotas la comunidad trabajaba como peón en los conucos, en la cría de ganado, y la artesanía no tenía mucho auge, solo había un comerciantes que la sacaba en burro hasta Coro y también para Adícora, de donde las exportaban para las islas de Aruba y Curazao, solo llevaban tejas y ladrillos, los cuales eran cambiados por ropas y comida.
Hoy en día la situación es diferente, la economía de la comunidad de Miraca, obtiene sus ingresos en un 70% de la ARTESANÍA, un constante en todo este largo proceso histórico ha sido el trabajo con el barro: la expresión cultural más importante de la península y prácticamente su única fuente de ingreso.

### Vialidad
Es uno de los principales obstáculos para la consolidación del desarrollo económico de la zona, lo constituye las deficiencias de interconexión entre los diferentes poblados que conforman el municipio falcón, los cuales se encuentran alejados entre sí, y sobre todo el mal estado en que se encuentran las principales vías de acceso a la comunidad.
En este sentido, la vialidad es uno de los aspectos de mayor importancia, ya que su rehabilitación contribuirá al crecimiento de la actividad artesanal, que representa la primordial fuente de ingreso de la población, la actividad agrícola, el desarrollo del turismo y favorecer así la comunicación y el acceso de servicios complementarios, que adelanten el progreso y el bienestar de la comunidad.

### Servicios públicos
- Electricidad: servicio prestado por la empresa Eleoccidente a nivel domiciliario y alumbrado público. Dicho servicio presenta continuamente interrupciones que ocasionan perdidas cuantiosas a la población, ya que debido a las alteraciones del voltaje que sufren los aparatos eléctricos se dañan diariamente en cada uno de los hogares y comercios de Miraca.

- Suministro de agua: proviene de la represa el Isiro, la cual beneficia a la comunidad solo los días lunes, durante las 24 horas del día, sin embargo este servicio también es irregular lo que obliga a muchas familias, obtener el agua por camiones cisternas para luego ser almacenadas en pipas y aljibes.

- Disposición de excretas: solo once familias cuentan con red de cloacas, el resto de las familias disponen de pozos sépticos en sus viviendas, siguiendo el orden de frecuencia con un mínimo porcentaje las letrinas y el campo abierto.

- Aseo Urbano: la comunidad no cuenta con el servicio del aseo urbano. Por esta razón, la eliminación de la basura lo hace a través de la quema o la tiran en terrenos baldíos.

- CANTV: no presta servicio intradomiciliario a la población. Solo existe un teléfono público, ubicado al frente de la plaza.

- Vía de Penetración: esta comunidad no escapa de la realidad que vive nuestro país en lo que a la vialidad se refiere, sus calles se encuentran muy deterioradas por los huecos y falta de asfaltado; lo que incomunica a varios sectores en épocas de lluvia y sobre todo la afluencia del turismo que ayudaría a la economía de esta comunidad.

- Transporte: la única empresa que ofrece este servicios es el transporte Zavala, que se caracteriza por ser responsable, cumpliendo con las comunidades todos los días de la semana, durante todo el año a partir de las 6 de la mañana hasta las 8 de la noche.

## Recreación y cultura
Los medios de recreación en la comunidad son limitados, concentrándose la mayoría de las actividades en la práctica de deportes como béisbol, softball, baloncesto, bolas criollas, entre otros, representados por niños, jóvenes y adultos de ambos sexos.
Durante las noches el sitio de encuentro de los jóvenes son las plazas. Son comunes los torneos de bolas criollas realizados en la cancha del club cumanagoto de la localidad.
Desde el punto de vista cultural la comunidad cuenta con una casa de la cultura, que no funciona actualmente y que se encuentra muy abandonada. Un grupo de jóvenes y adultos de Miraca elaboran el periódico de Miraca, un solo ejemplar por mes donde reseñan datos históricos de la comunidad, chistes, rectas de plantas medicinales, datos curiosos ocurridos durante el mes o algún evento importante para la población; el mismo es transcrito en una sola hoja tamaño carta por la empresa PROESA 21, y es impreso por la propia comunidad.